# Flagge der Niederlande
Die Flagge des Königreichs der Niederlande und dessen Landes Niederlande ist die älteste Trikolore unter den Nationalflaggen im heutigen Gebrauch. Ihre Wurzeln gehen zurück ins 16. Jahrhundert. Sie diente als Vorbild für eine Vielzahl anderer Flaggen.

## Geschichte der Trikolore

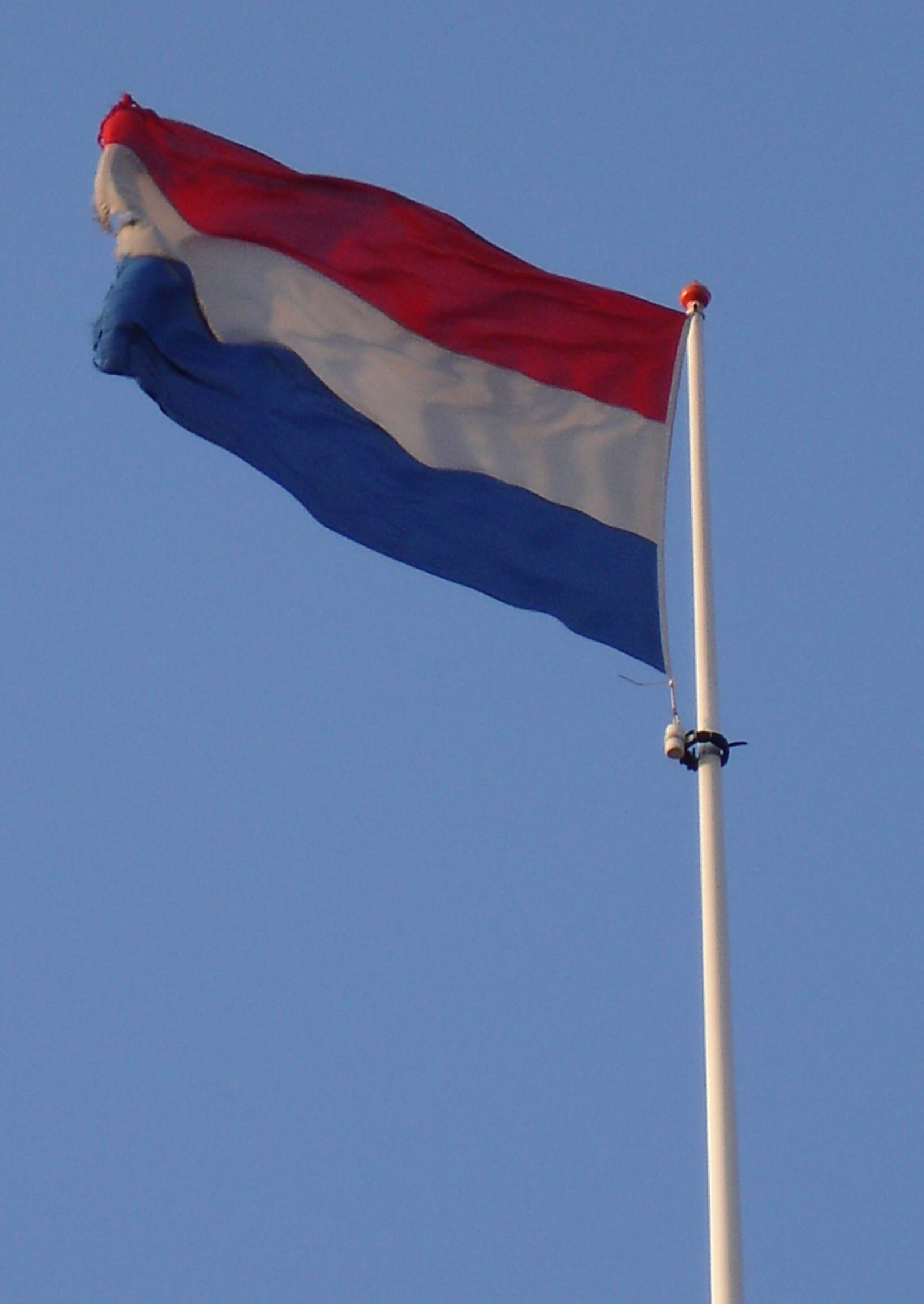
Flagge der Niederlande

Im Unabhängigkeitskrieg verwendeten die Wassergeusen, die im Kampf gegen Spanien eine wichtige Rolle spielten, eine waagrechte Trikolore mit den Farben Orange, Weiß und Blau. Zu Ehren des Anführers Prinz Wilhelm von Oranien-Nassau wurde die Flagge die Prinsenvlag (Prinzenflagge) genannt. Wahrscheinlich sind die Farben von seiner Livree abgeleitet. Sie wurde erstmals 1572 erwähnt, während der Eroberung der Stadt Den Briel.
Um 1630 tauchten die ersten rot-weiß-blauen Flaggen auf. Mit dem vorläufigen Ende der erblichen Statthalterdynastie Nassau-Oranien wurde auch die Prinsenvlag auf Betreiben des mächtigen Bürgertums der Stadt Amsterdam durch die rot-weiß-hellblaue Staatenvlag (auch Hollandsche vlag)  abgelöst. Im Jahre 1652 wurde die Prinsenvlag in der Provinz Holland sogar verboten.
Die Gründe dafür sind nicht geklärt. Eine Theorie geht von Produktionsfehlern bei der orangen Färbung aus, eine zweite von der nachlassenden Popularität des Hauses Oranien. Auch eine bessere Erkennbarkeit auf See kann ein Grund gewesen sein.
Am 14. Februar 1796 wurde das erste Flaggengesetz verabschiedet, das die rote Version als Flagge vorgab. Die Batavische Republik nahm sie offiziell an, womit auch eine enge Bindung an die Besatzungsmacht Frankreich demonstriert wurde. Das daraus hervorgehende Königreich Holland behielt die Trikolore 1806 bei und auch nach der Befreiung von den Franzosen wurde die Flagge am 16. März 1816 erneut bestätigt. Mit der Rückkehr des Hauses Oranien an die Macht gewann aber auch die orange Form wieder Befürworter, so dass sie in den 1930er Jahren wieder zum Diskussionspunkt wurde, vor allem durch die nationalsozialistische NSB, die die orange Version benutzte. Am 19. Februar 1937 bestätigte Königin Wilhelmina während eines Urlaubs in Zell am See die Farben Rot, Weiß und Blau als Flagge des Königreichs der Niederlande. 1958 wurden die Farben genauer als leuchtendes Zinnober und Cobaltblau definiert.

Flagge der Spanischen Niederlande (1522–1714)
Die Prinsenvlag, Flagge der Republik der Sieben Vereinigten Provinzen (1581–1653)
Flagge der Batavischen Republik (1795–1806)
Flagge des Königreiches Holland (1806–1810) und des Vereinigten Königreiches der Niederlande (1815–1830/39)
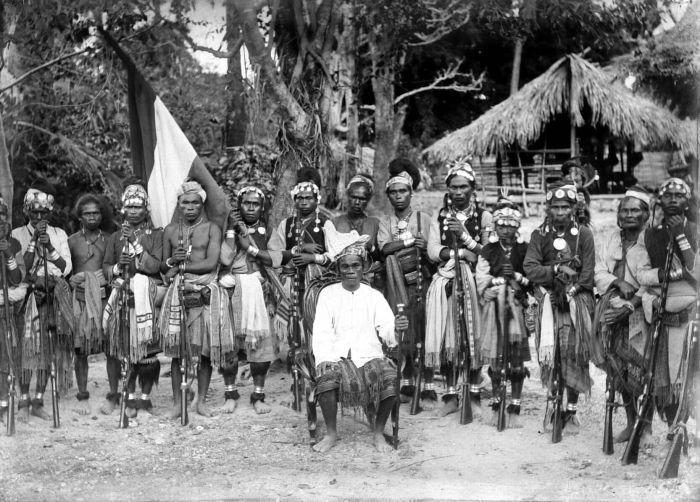
Der Herrscher von Molo mit der niederländischen Trikolore während der Kolonialzeit

## Gebrauch der Flagge
Die Flagge ist die Nationalflagge des Königreichs der Niederlande. Sie ist Handelsflagge, Kriegsflagge zu See und zu Land und war bis 1931 auch die Gösch der niederländischen Marine. Gleichzeitig fungiert sie auch als Flagge des größten Landesteils Niederlande.
Bei Geburtstagen von Mitgliedern des Königshauses und anderen freudigen, royalen Ereignissen wird zusammen mit der Flagge ein orangefarbener Wimpel gehisst. Als Symbol der Staatstrauer wird die Flagge auf halbmast gesetzt.
Im Mai und Juni hängen Familien von Studenten, die gerade graduiert haben, einen Schulranzen an die Spitze des Flaggenmastes über die Nationalflagge.
Von Demonstranten wird die Flagge gelegentlich umgekehrt (Blau nach oben, Rot nach unten), um zu zeigen, dass – nach ihrer Meinung – Entwicklungen in den Niederlanden „verkehrt“ laufen. In den Niederlanden ist dies nicht als Flaggenschändung strafbar.

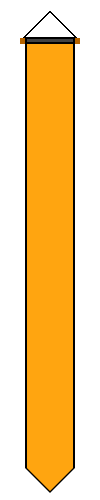
Oranger Wimpel

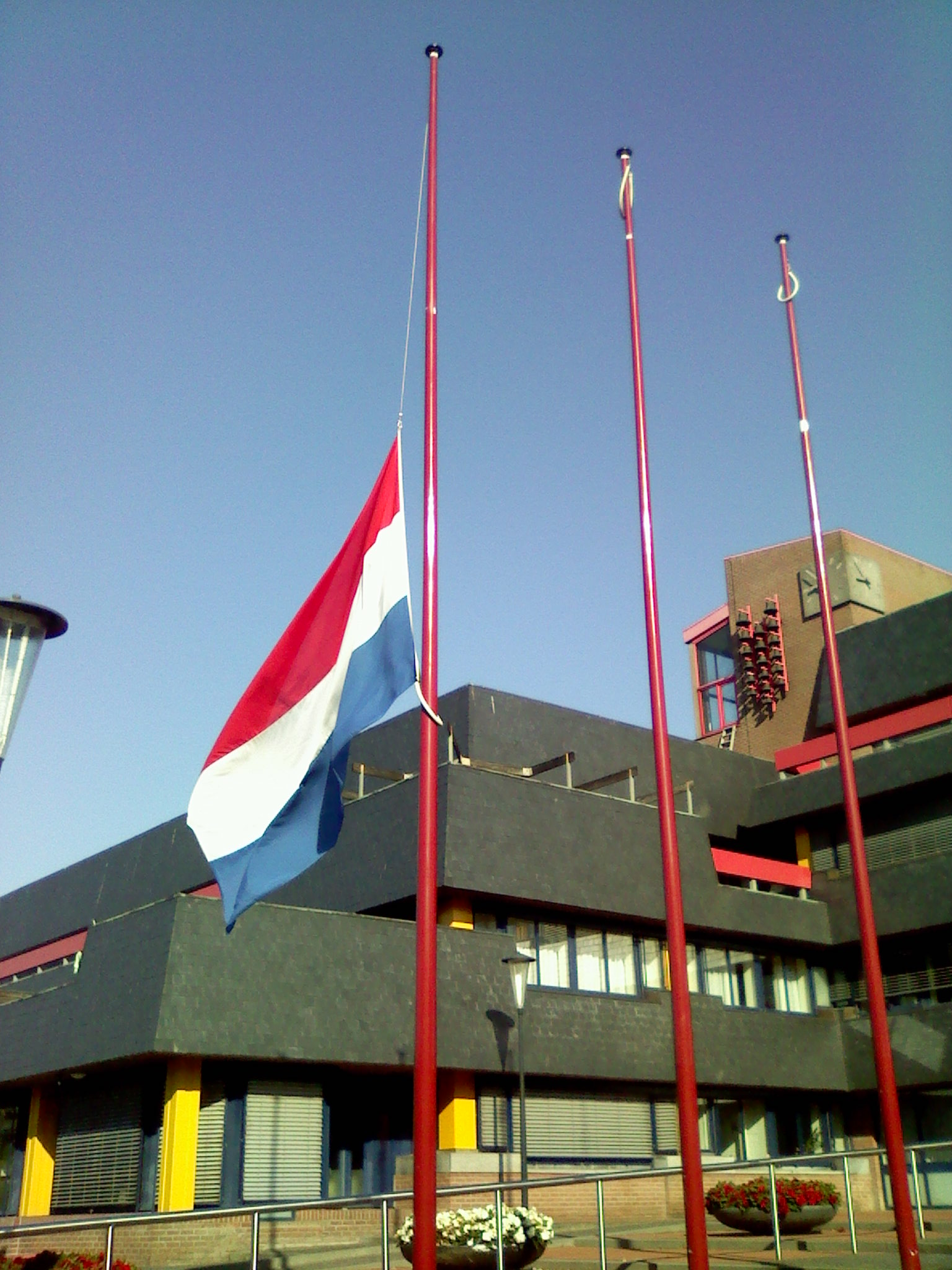
Nationalflagge auf halbmast

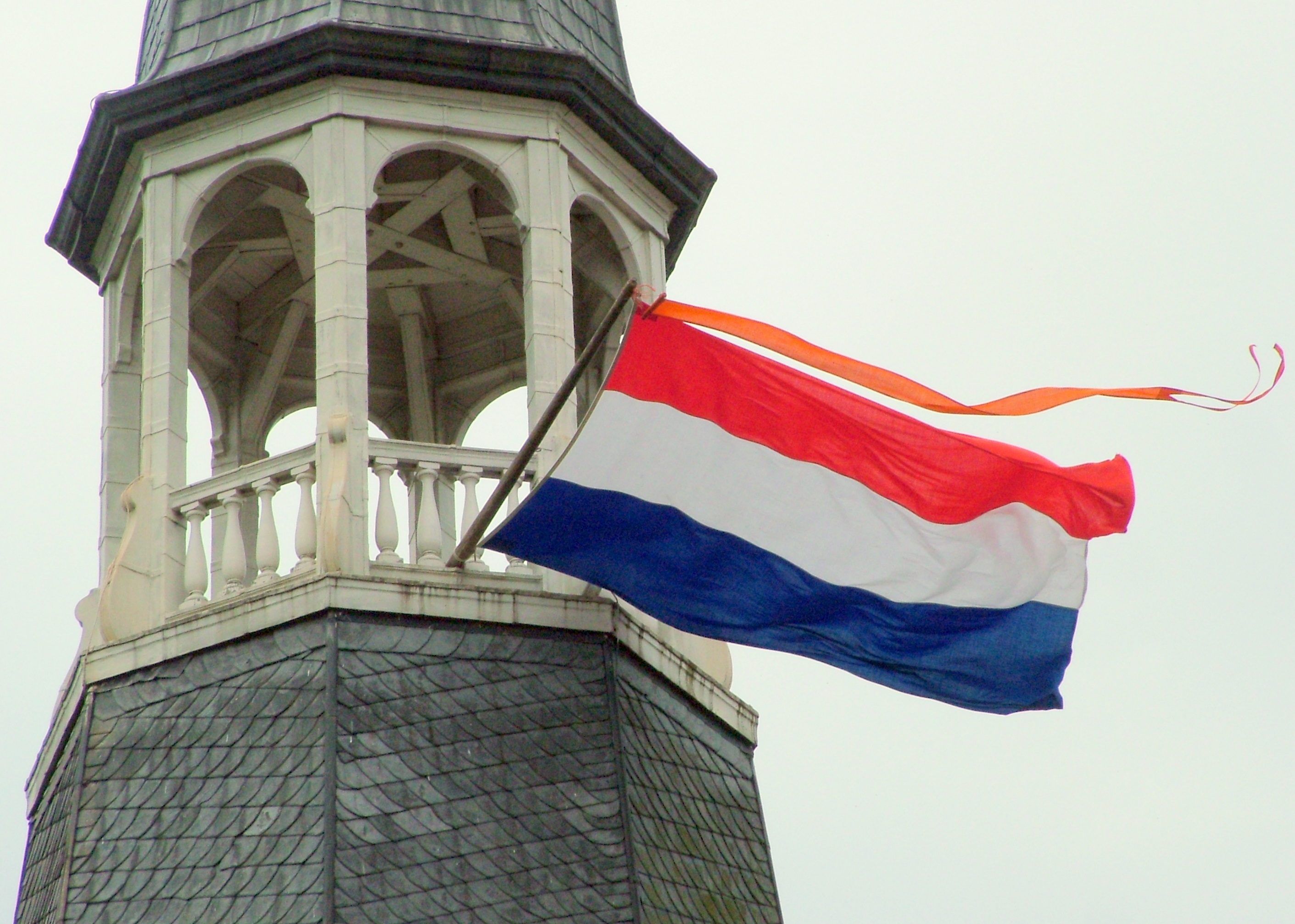
Nationalflagge mit orangem Wimpel
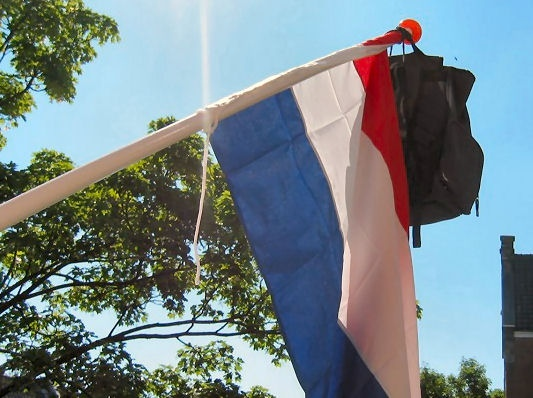
Flagge mit Schulranzen

## Het Vlaggelied
Jan Pieter Heije schrieb im 19. Jahrhundert het Vlaggelied („das Flaggenlied“).
| Niederländischer Text O schitt'rende kleuren van Nederlands vlag Wat wappert gij fier langs de vloed! Hoe klopt ons het harte van vreugd en ontzag Wanneer het uw banen begroet! Ontplooi u, waai uit nu, bij nacht en bij dag! Gij blijft ons het teken, o heilige vlag Van trouw en van vroomheid, van vroomheid en moed Van trouw en van vroomheid en moed Of is niet dat blauw in zijn smetloze pracht De trouw onzer vad'ren gewijd? Of tuigt niet dat rood van hun manlijke kracht En moed in zoo menige strijd? Of wijst niet die blankheid zo rein en zo zacht Op vroomheid, die zegen van Gode verwacht De zegen, die enig, die enig gedijt De zegen, die enig gedijt? Waai uit dan, o vlag, zij een tolk onzer beê, Om trouw en om vroomheid en moed. De wereld ontzie u op golven en ree, Maar – daaldet gij ooit op den vloed - Wij heffen uw wit uit de schuimende zee En voeren naar 't blauw van de hemel u mee, Al kleurt zich, al kleurt zich uw rood met ons bloed Al kleurt zich uw rood met ons bloed! | Deutscher Text O strahlende Farben der niederländischen Fahne Was wehen sie stolz entlang der Flut! Wie klopft uns das Herz vor Freude und Ehrfurcht Wenn uns deine Bahnen begrüßen! Entrolle dich, Weh’ aus nun, bei Tag und bei Nacht. Du bleibst uns ein Zeichen, o Heilige Fahne. Von Treue und Frömmigkeit, von Frömmigkeit und Mut. Von Treue und Frömmigkeit und Mut. Oder ist nicht das Blau in seinem unbescholtenen Glanz der Treue unserer Väter gewidmet? Oder zeugt nicht das Rot von ihrer männlichen Kraft und Mut in so mancher Schlacht? Oder weist nicht die Weiße so rein und so weich auf Frömmigkeit, den Segen von Gott erwartet? Der Segen der einzig, der einzig gedeiht der Segen der einzig gedeiht? Weh’ aus dann, o Fahne, sei Übersetzer unserer Gebete um Treue und um Frömmigkeit und Mut Die Welt respektiere dich auf Meer und Land Aber – sinkst du jemals in der Flut - Wir heben dein Weiß aus dem schäumenden Meer Und erheben dein Blau zum Himmel. Und färbt sich, und färbt sich dein Rot mit unserem Blut und färbt sich dein Rot mit unserem Blut! |

## Subnationale Flaggen

### Länder
Das Königreich der Niederlande besteht aus vier autonomen Ländern. Während, wie bereits erwähnt, das Land Niederlande dieselbe Flagge wie das Gesamtkönigreich verwendet, verfügen die anderen drei Länder über eigenen Flaggen:

Flagge Arubas
Flagge Curaçaos
Flagge Sint Maartens

### Provinzen und Besondere Gemeinden

Bonaire
Sint Eustatius
Saba

Die Flaggen der zwölf niederländischen Provinzen und drei Besonderen Gemeinden sind sehr unterschiedlich und folgen keinem bestimmten Muster.

Drenthe
Flevoland
Friesland
Gelderland
Groningen
Limburg
Nordbrabant
Nordholland
Overijssel
Südholland
Utrecht
Zeeland

- Bonaire
- Sint Eustatius
- Saba

### Gemeinden

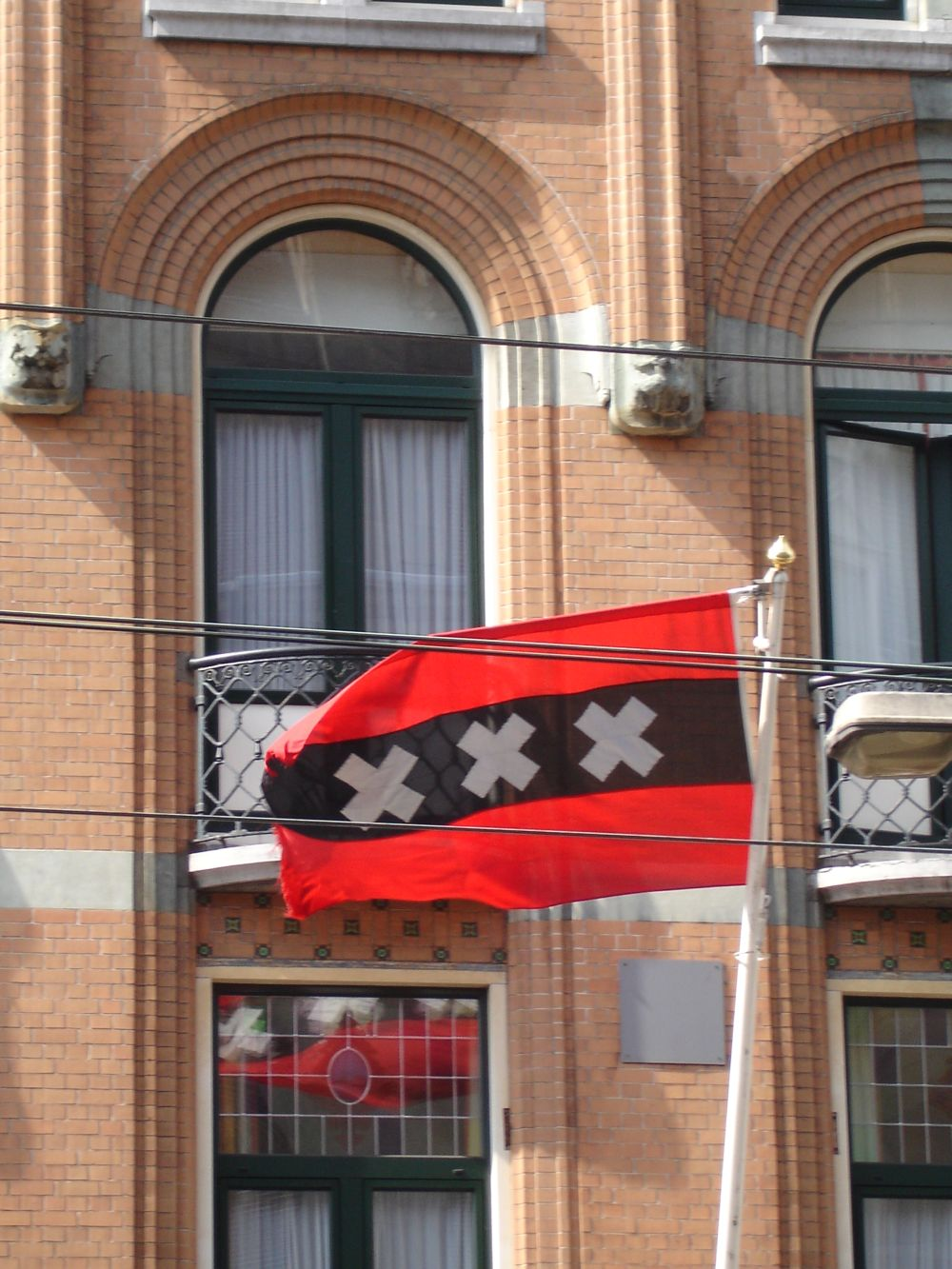
Flagge Amsterdams

Es gibt keine Vorgaben für die 443 Gemeindeflaggen der Niederlande. Entsprechend vielfältig sind die Flaggen. Hier einige Beispiele. Sämtliche Gemeindeflaggen sind bei Commons zu finden (siehe Weblinks).

Alkmaar
Rucphen
Westland

## Weitere Flaggen der Niederlande
Bis 1931 wurde die Trikolore als Gösch verwendet, erst dann wurden die geständerten Flaggen eingeführt.
Es gibt eine lila-orange Flagge des Verteidigungsministeriums, ähnliche Flaggen gibt es für die verschiedenen Waffengattungen. Der Minister hat eine eigene Flagge, die das gleiche Design hat, wie jene der Gouverneure: Eine weiße Flagge mit der Trikolore am oberen und unteren Rand. In der Mitte ruht das Wappen des Ministers.

Königliche Standarte[8]
Gösch für zivile Schiffe[9]
Gösch für Kriegsschiffe[10]
Flagge des Verteidigungsministeriums[11]
Staatssekretär der Verteidigung (seit 1971)[12]
Generalinspekteur[13]
Kirchenwimpel (Kerkwimpel) der Marine[14]
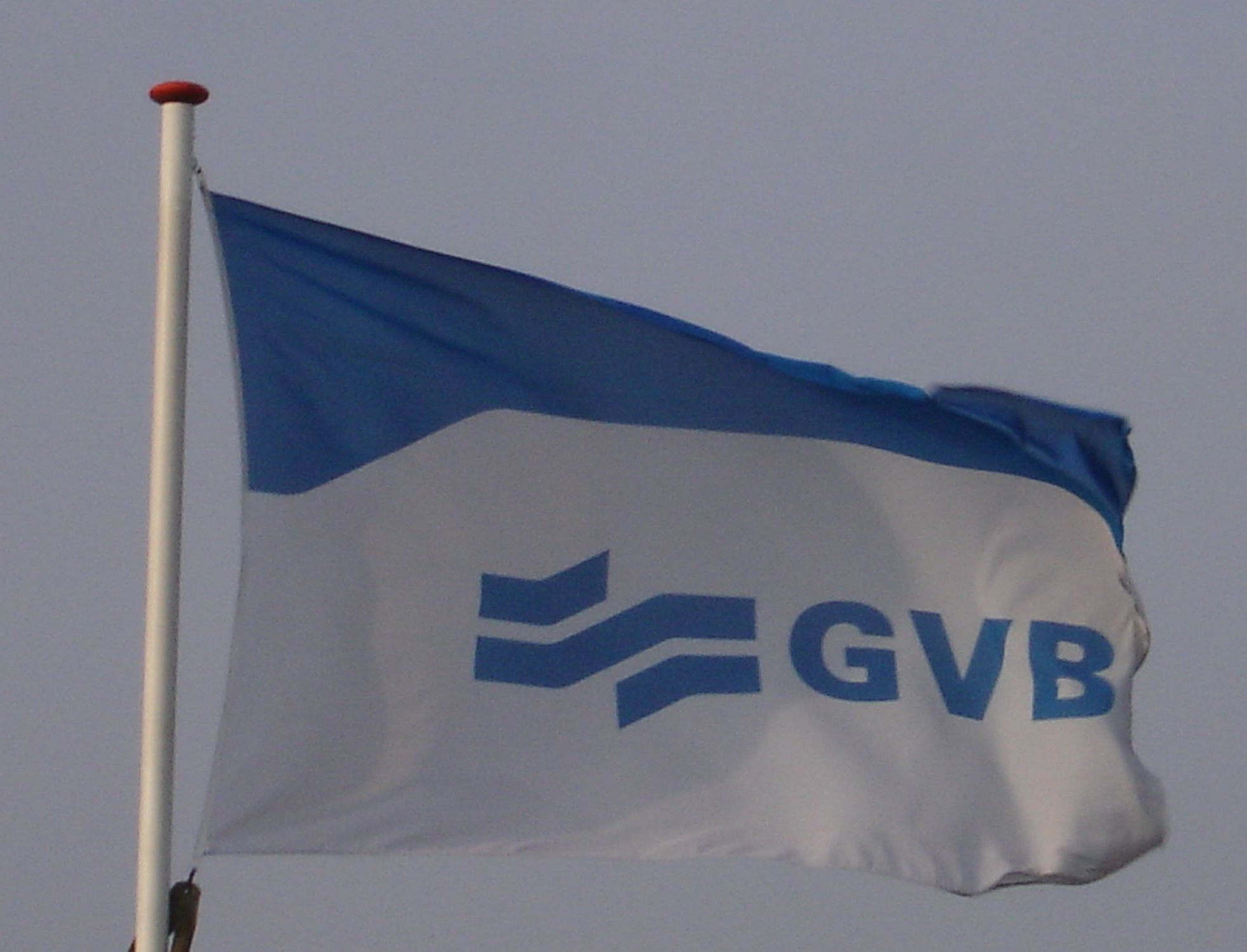
Flagge der Öffentlichen Transportgesellschaft GVB Amsterdam

### Kommando- und Rangflaggen der Marine
In der niederländischen Marine unterscheidet man zwischen Kommandoflaggen, die für die Funktion, und Rangflaggen, die für den Rang stehen.

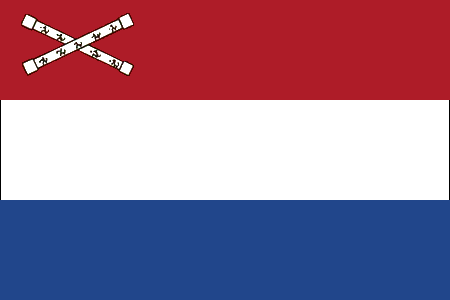
Rangflagge des Admirals
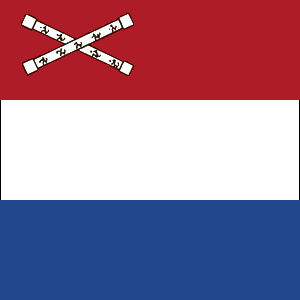
Kommandoflagge des Admirals
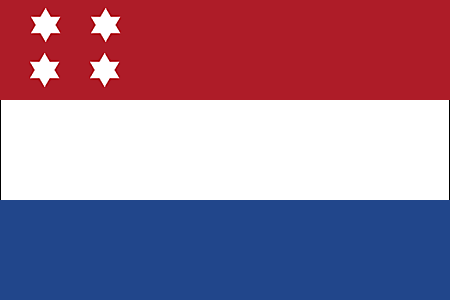
Rangflagge eines Admiralleutnants
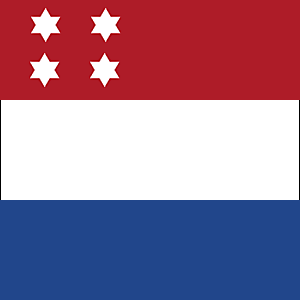
Kommandoflagge des Admiralleutnants
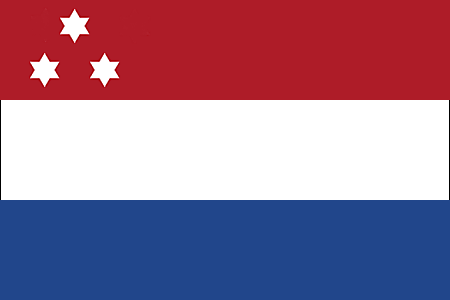
Rangflagge des Vizeadmirals oder Generalleutnants
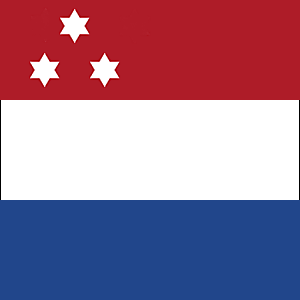
Kommandoflagge des Vizeadmirals oder Generalleutnants
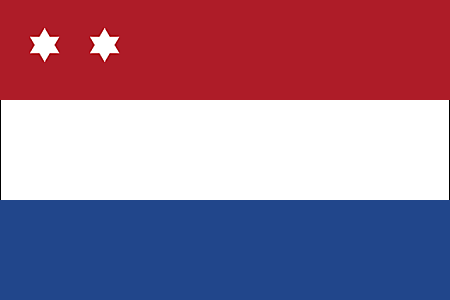
Rangflagge des Konteradmirals oder Generalmajors
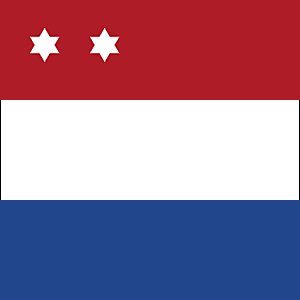
Kommandoflagge des Konteradmirals oder Generalmajors
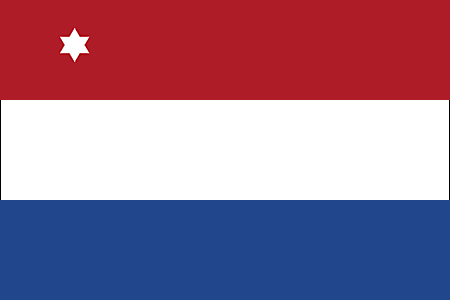
Rangflagge des Kommodores
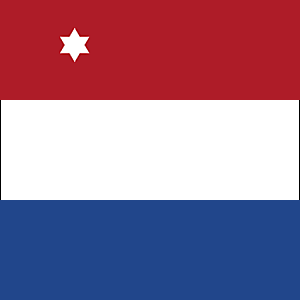
Kommandoflagge des Kommodores

## Historische Flaggen der niederländischen Besitzungen
Bis 2010 existierte mit den Niederländischen Antillen eine gemeinsame Verwaltungseinheit für die karibischen Bestandteile des Königreichs. Bis 1975 gehörte auch Suriname als Niederländisch-Guayana zu den Niederlanden.

Flagge Niederländisch-Brasiliens
Flagge der Niederländischen Ostindien-Kompanie (1602–1798)
Flagge Niederländisch-Guayanas
Flagge der Niederländischen Antillen 1959 bis 1985
Flagge der Niederländischen Antillen 1986 bis 2010

Die Gouverneure der einzelnen Gebiete haben, beziehungsweise hatten eigene Flaggen:

Gouverneur von Niederländisch-Guayana (1966 bis 1975)
Gouverneur von Aruba seit 1986
Gouverneur der Niederländischen Antillen (1959 bis 1986)
Gouverneur der Niederländischen Antillen 1986 bis 2010

## Ähnliche Flaggen
In Anordnung und Farben gleichen sich die Flagge Luxemburgs und die Flagge der Niederlande. Trotz der geographischen Nähe ist die Ähnlichkeit reiner Zufall, beide Flaggen haben unterschiedliche historische Hintergründe. Die Luxemburger übernahmen ihr Rot-Weiß-Blau vom Wappen von Graf Heinrich V. von Luxemburg. Die Unterschiede bestehen zum einen im helleren Blau der luxemburgischen Flagge, zum anderen in den unterschiedlichen Seitenverhältnissen (Luxemburg 1:2 oder 3:5, Niederlande 2:3).
Dieselbe Anordnung der Farben findet sich auch in den Nationalflaggen Kroatiens und Paraguays, die zusätzlich ihre Staatswappen im Zentrum der Flagge führen. Auch hier sind die Vorbilder nicht die niederländische Flagge. Kroatiens Farben stammen von den historischen Regionen des Landes bzw. von den panslawischen Farben, während Paraguay sich die Flagge Frankreichs als Vorbild nahm.

Flagge Luxemburgs
Flagge Kroatiens
Flagge Paraguays

## Flaggen nach niederländischem Vorbild
Südafrika und die Burenrepubliken übernahmen aufgrund ihrer niederländischen Wurzeln in mehreren ihrer Flaggen die niederländische Trikolore beziehungsweise die Prinsenvlag.
Auch die Stadt New York zeigt ihre niederländischen Wurzeln als Neuamsterdam in ihrer Stadtflagge.
Als der russische Zar Peter I. im Jahr 1699 in die Niederlande reiste, um mehr über den Schiffbau zu erfahren, erkannte er die Notwendigkeit, dass Russland für seine Marine eine eigene Flagge benötigte. Die Gestaltung der Flagge Russlands übernahm er von der niederländischen, die Farben Weiß-Blau-Rot stammen aber vom Wappen Moskaus.

Flagge Südafrikas von 1928–1994
Flagge Südafrikas seit 1994
Flagge des Oranje-Freistaates ab 1856
Flagge Transvaals ab 1857
Flagge von New York City
Flagge Russlands